# FK Tambov
Futbolnij klub Tambov (Russisk: Футбольный клуб «Тамбов») er en russisk fodboldklub, der har hjemmebane på Spartak Stadion i Tambov.

## Historiske slutplaceringer
| Sæson   | Niveau | Liga           | Placering | Kilde |
| ------- | ------ | -------------- | --------- | ----- |
| 2013/14 | 3.     | 2. Division    | 12.       | [ 1 ] |
| 2014/15 | 3.     | 2. Division    | 3.        | [ 2 ] |
| 2015/16 | 3.     | 2. Division    | 1.        | [ 3 ] |
| 2016/17 | 2.     | 1. Division    | 5.        | [ 4 ] |
| 2017/18 | 2.     | 1. Division    | 4.        | [ 5 ] |
| 2018/19 | 2.     | 1. Division    | 1.        | [ 6 ] |
| 2019/20 | 1.     | Premier League | 14.       |       |
| 2020/21 | 1.     | Premier League | .         |       |

## Nuværende trup
Pr. 29. maj 2019..
| Nr. | Land            | Position | Spiller            |
| --- | --------------- | -------- | ------------------ |
| 2   | Rusland         | FO       | Aleksei Rybin      |
| 4   | Rusland         | FO       | Yevgeny Ovsiyenko  |
| 5   | Rusland         | FO       | Yevgeni Shlyakov   |
| 6   | Elfenbenskysten | MI       | Sékou Doumbia      |
| 7   | Rusland         | MI       | Oleg Chernyshov    |
| 8   | Rusland         | MI       | Anton Kilin        |
| 9   | Rusland         | AN       | Khasan Mamtov      |
| 14  | Rusland         | AN       | Khyzyr Appayev     |
| 17  | Rusland         | MI       | Ilnur Alshin       |
| 18  | Montenegro      | MI       | Mladen Kašćelan    |
| 20  | Nigeria         | MI       | Benito             |
| 21  | Rusland         | MM       | Denis Vavilin      |
| 22  | Usbekistan      | MI       | Vagiz Galiulin     |
| 23  | Rusland         | MI       | Danil Klyonkin     |
| 24  | Rusland         | MI       | Vladislav Boldyrev |

| Nr. | Land    | Position | Spiller             |
| --- | ------- | -------- | ------------------- |
| 25  | Rusland | FO       | Mikhail Mishchenko  |
| 29  | Rusland | FO       | Aleksandr Gorbatyuk |
| 33  | Rusland | FO       | Andrei Yakovlev     |
| 49  | Rusland | MI       | Daniil Mishutin     |
| 50  | Rusland | MI       | Roman Strelnikov    |
| 51  | Rusland | FO       | Igor Dvoryashin     |
| 52  | Rusland | MI       | Mikhail Usanin      |
| 63  | Rusland | MI       | Vladislav Vlasov    |
| 70  | Rusland | MI       | Andrei Murnin       |
| 77  | Rusland | MI       | Yevgeni Kuleshov    |
| 78  | Rusland | FO       | Dmitri Chistyakov   |
| 88  | Rusland | MM       | Giorgi Shelia       |
| 91  | Rusland | MI       | Maksim Lazutkin     |
| 92  | Moldova | MI       | Valeriu Ciupercă    |
| 94  | Rusland | AN       | Yevgeni Ragulkin    |